# Hartmans affärshus

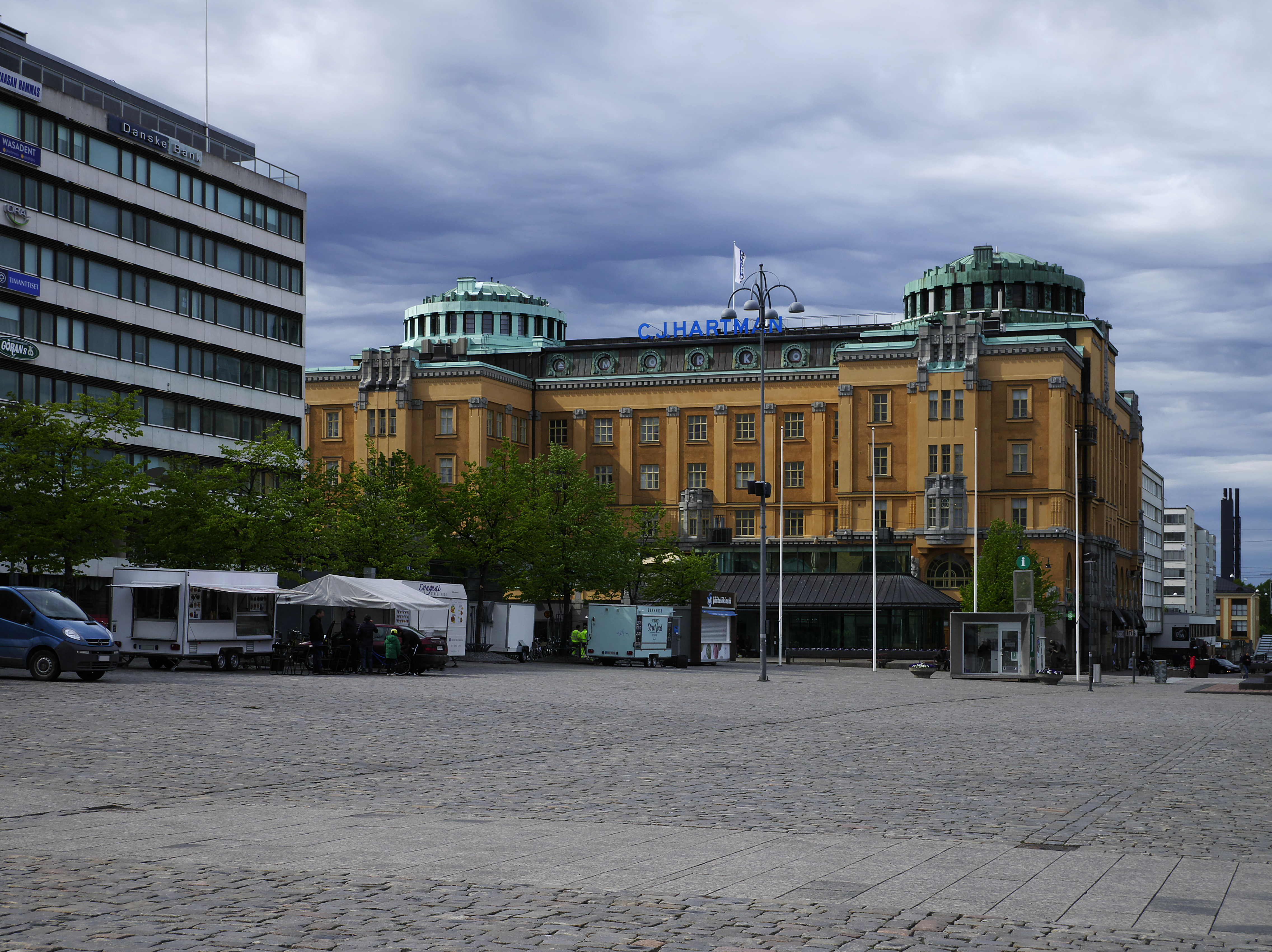
Hartmans affärshus i Vasa centrum 2019.

Hartmans affärshus är en byggnad vid salutorget i Vasa centrum. Byggnaden uppfördes 1911–1913 enligt ritningar av Kauno Kallio på initiativ av Erik Hartman, vd för företaget C.J. Hartman vars järnaffär fanns i gatuplanet.
Byggnaden företräder senjugend med drag av klassicism och nationalromantik.